# 武蔵府中 (小惑星)
武蔵府中（むさしふちゅう、41481 Musashifuchu）は、小惑星帯に位置する小惑星の1つである。美星SGセンターでBATTeRS（バッターズ）によって発見された。

## 名称
東京都府中市の俗称武蔵府中に由来する。